# Monochirus trichodactylus
Monochirus trichodactylus är en fiskart som först beskrevs av Carl von Linné 1758.  Monochirus trichodactylus ingår i släktet Monochirus och familjen tungefiskar. Inga underarter finns listade i Catalogue of Life.